# Sercial
Sercial (portugisiska: Cercial) är en grön druva som används vid framställning av det torraste, friskaste och mest aromatiska av madeiravinerna. Vin av denna druva utvecklas väl vid lagring på flaska.